# Collegio elettorale di Firenze Nord
Il collegio di Firenze Nord fu un collegio elettorale uninominale della Repubblica Italiana per l'elezione del Senato della Repubblica. Apparteneva alla Circoscrizione Toscana e fu utilizzato per eleggere un senatore nella XII, XIII e XIV legislatura.
Venne istituito nel 1993 con la cosiddetta Legge Mattarella (Legge n. 276, Norme per l'elezione del Senato della Repubblica), attuata in seguito al referendum abrogativo del 1993. La legge istituì per la Camera dei deputati e per il Senato della Repubblica un sistema di elezione misto, in parte maggioritario e in parte proporzionale. Il 75% dei parlamentari dell'assemblea veniva eletto in collegi uninominali tramite sistema maggioritario a turno unico; il restante 25% al Senato veniva eletto tramite recupero proporzionale dei più votati non eletti attraverso un meccanismo di calcolo denominato "scorporo", cioè sottraendo dal conteggio dei voti totali di una lista nella parte proporzionale i voti ottenuti dai candidati collegati alla medesima lista che erano eletti nei collegi uninominali con il sistema maggioritario.
Il collegio venne abolito insieme a tutti gli altri che costituivano il Senato con la promulgazione della legge elettorale successiva, la cosiddetta Legge Calderoli. Questa prevedeva un sistema proporzionale con premio di maggioranza, che al Senato veniva attribuito a livello regionale.

## Territorio
Il collegio di Firenze Nord era uno dei 14 collegi uninominali in cui era suddivisa la Toscana e, come previsto dal D.Lgs. del 20 dicembre 1993 n. 535, comprendeva parte del comune di Firenze; era quindi interamente compreso nella provincia di Firenze.

## Eletti
| Elezione | Elezione | Senatore             | Partito       |
| -------- | -------- | -------------------- | ------------- |
|          | 1994     | Stefano Passigli     | Progressisti  |
|          | 1996     | Vittorio Cecchi Gori | L'Ulivo (PPI) |
|          | 2001     | Stefano Passigli     | L'Ulivo (DS)  |

## Dati elettorali

### XII legislatura
|                               | Stefano Passigli ✔️ Eletto     | Progressisti               | 81 050  | 45,98 |  |  |  |  |  |
|                               | Vittorio Cecchi Gori ✔️ Eletto | Patto per l'Italia         | 34 360  | 19,49 |  |  |  |  |  |
|                               | Renzo Del Carria               | Polo delle Libertà         | 28 523  | 16,18 |  |  |  |  |  |
|                               | Giovanni Orlandini             | Alleanza Nazionale         | 23 625  | 13,40 |  |  |  |  |  |
|                               | Giancarlo Scheggi              | Lista Pannella-Riformatori | 7 176   | 4,07  |  |  |  |  |  |
|                               | Alessandro Mazzerelli          | Lega Autonomista Toscana   | 1 554   | 0,88  |  |  |  |  |  |
| Totale                        | Totale                         | Totale                     | 176 288 | 100   |  |  |  |  |  |
|                               |                                |                            |         |       |  |  |  |  |  |
| Voti non validi               | Voti non validi                | Voti non validi            | 7 829   | 4,25  |  |  |  |  |  |
| Votanti                       | Votanti                        | Votanti                    | 184 117 | 89,70 |  |  |  |  |  |
| Elettori                      | Elettori                       | Elettori                   | 205 259 |       |  |  |  |  |  |
|                               |                                |                            |         |       |  |  |  |  |  |
| Data: 27-28 marzo 1994        |                                |                            |         |       |  |  |  |  |  |
| Fonte: Ministero dell'interno |                                |                            |         |       |  |  |  |  |  |

### XIII legislatura
|                               | Vittorio Cecchi Gori ✔️ Eletto | L'Ulivo                    | 95 529  | 57,71 |  |  |  |  |  |
|                               | Niccolò Pontello               | Polo per le Libertà        | 54 650  | 33,02 |  |  |  |  |  |
|                               | Valerio Giannellini            | Lista Pannella-Sgarbi      | 3 904   | 2,36  |  |  |  |  |  |
|                               | Giangualberto Pepi             | Fiamma Tricolore           | 3 432   | 2,07  |  |  |  |  |  |
|                               | Paolo Balestri                 | Lega Nord                  | 3 034   | 1,83  |  |  |  |  |  |
|                               | Giovanni Di Giovanni           | Mani Pulite                | 1 735   | 1,05  |  |  |  |  |  |
|                               | Ulderigo Innocenti             | Partito Socialista         | 1 691   | 1,02  |  |  |  |  |  |
|                               | Alessandro Mazzerelli          | Movimento Toscana Autonoma | 1 555   | 0,94  |  |  |  |  |  |
| Totale                        | Totale                         | Totale                     | 165 530 | 100   |  |  |  |  |  |
|                               |                                |                            |         |       |  |  |  |  |  |
| Voti non validi               | Voti non validi                | Voti non validi            | 10 172  | 5,79  |  |  |  |  |  |
| Votanti                       | Votanti                        | Votanti                    | 175 702 | 86,98 |  |  |  |  |  |
| Elettori                      | Elettori                       | Elettori                   | 202 012 |       |  |  |  |  |  |
|                               |                                |                            |         |       |  |  |  |  |  |
| Data: 21 aprile 1996          |                                |                            |         |       |  |  |  |  |  |
| Fonte: Ministero dell'interno |                                |                            |         |       |  |  |  |  |  |

### XIV legislatura
|                               | Stefano Passigli ✔️ Eletto | L'Ulivo                              | 84 640  | 51,58 |  |  |  |  |  |
|                               | Marco Cellai               | Casa delle Libertà                   | 59 483  | 36,25 |  |  |  |  |  |
|                               | Giuseppe Banchi            | Partito della Rifondazione Comunista | 8 442   | 5,14  |  |  |  |  |  |
|                               | Giancarlo Scheggi          | Pannella-Bonino                      | 3 753   | 2,29  |  |  |  |  |  |
|                               | Basilio Deiana             | Lista Di Pietro                      | 3 654   | 2,23  |  |  |  |  |  |
|                               | Giannozzo Pucci            | Democrazia Europea                   | 3 500   | 2,13  |  |  |  |  |  |
|                               | Luigi Cartei               | Toscana Granducale - Federalismo     | 625     | 0,38  |  |  |  |  |  |
| Totale                        | Totale                     | Totale                               | 164 097 | 100   |  |  |  |  |  |
|                               |                            |                                      |         |       |  |  |  |  |  |
| Voti non validi               | Voti non validi            | Voti non validi                      | 4 611   | 2,73  |  |  |  |  |  |
| Votanti                       | Votanti                    | Votanti                              | 168 708 | 86,10 |  |  |  |  |  |
| Elettori                      | Elettori                   | Elettori                             | 195 946 |       |  |  |  |  |  |
|                               |                            |                                      |         |       |  |  |  |  |  |
| Data: 13 maggio 2001          |                            |                                      |         |       |  |  |  |  |  |
| Fonte: Ministero dell'interno |                            |                                      |         |       |  |  |  |  |  |